# Peru
Peru (pronunciado em português europeu: [pɨˈɾu]; pronunciado em português brasileiro: [peˈɾu]; em castelhano:  Perú, pronunciado: [peˈɾu]; em quéchua e aimará: Piruw), oficialmente chamado de República do Peru (em espanhol: República del Perúⓘ; em quíchua:  Piruw Ripublika; em aimará: Piruw Suyu), é um país sul-americano limitado ao norte pelo Equador e pela Colômbia, a leste pelo Brasil e pela Bolívia e ao sul pelo Chile. O seu litoral, a oeste, é banhado pelo oceano Pacífico. Sua geografia é variada, exibindo desde planícies áridas na costa do Pacífico, aos picos nevados dos Andes e à floresta amazônica, características que proporcionam a este país diversos recursos naturais.
O território peruano abrigou a civilização de Caral, uma das mais antigas do mundo, bem como o Império Inca, considerado o maior Estado da América pré-colombiana. O seu território foi elevado a vice-reinado pelo Império Espanhol, no século XVI. Sua independência foi formalmente proclamada em 1821 e foi definida pela derrota do Exército Espanhol na Batalha de Ayacucho três anos depois. Nos primeiros anos como país independente, o Peru passou por períodos de alternância entre turbulência política e crise fiscal e estabilidade e crescimento econômico. O país esteve em recessão e esteve sob o caudilhismo militar durante o auge e declínio da "Era del guano", que terminou pouco antes da Guerra do Pacífico. No pós-guerra, estabeleceu-se uma política oligárquica que prevaleceu até o final do governo de Augusto B. Leguía.
Na história do Peru independente, sucessivos governos democráticos foram constantemente interrompidos por golpes de estado. Em 1968, foi imposta uma ditadura militar que introduziu reformas nacionalistas diversas e profundas. O governo democrático e representativo foi restabelecido em 1980 e se iniciou um sangrento conflito armado entre os grupos terroristas do Sendero Luminoso e o MRTA contra o governo no sul do país e também se iniciou uma crise inflacionária do final da década. Na década de 1990, foi implementado um modelo neoliberal, cujas bases continuam em vigor. Nos dias atuais, o Peru é uma república presidencialista democrática dividida em 24 departamentos e 2 províncias autônomas.
A população peruana, estimada em 31 milhões, é de origem multiétnica com um alto grau de mestiçagem, incluindo ameríndios, europeus, africanos e asiáticos. O país é considerado uma nação em desenvolvimento com um nível de pobreza de 34%. O Peru é um dos países mais desiguais do mundo, com 1% da população detendo 30% da riqueza. O idioma oficial é principalmente o castelhano, ainda que um número significativo de peruanos fale quíchua e outras línguas nativas. A mistura de tradições culturais produziu uma diversidade de expressões nas artes, na culinária, na literatura e na música. As principais atividades econômicas incluem a agricultura, a pesca, a exploração mineral e a manufatura de produtos têxteis.

## Etimologia
A palavra Peru é, provavelmente, derivada de Birú, o nome de um governante local que morava perto da Baía de São Miguel, no Panamá, no início do século XVI. Quando os seus domínios foram visitados por exploradores espanhóis em 1522, eram a parte mais meridional do "Novo Mundo" conhecida pelos europeus. Assim, quando Francisco Pizarro explorou as regiões mais ao sul, as designou de Birú ou Peru.
A Coroa Espanhola oficializou o nome do território em 1529, com a Capitulación de Toledo, que designou o recém-encontrado Império Inca como a Província do Peru. Sob o domínio espanhol, o país era denominado Vice-Reino do Peru, que posteriormente se tornou a República Popular do Peru, após a guerra da independência do país.

## História

### Primeiras civilizações
Os primeiros indícios da presença humana no território peruano datam de aproximadamente 10 560 a.C. A mais antiga sociedade complexa conhecida no Peru e nas Américas, a Civilização de Caral, floresceu ao longo da costa do oceano Pacífico entre 3 000 e 1 800 a.C. Caral é o berço da cultura peruana e de grande parte do Continente Americano.
As sociedades andinas foram baseadas na agricultura, utilizando técnicas como a irrigação e terraceamento, pecuária de camelídeos e pesca também eram importantes. A organização era baseada no princípio da reciprocidade e redistribuição porque estas sociedades não tinham nenhuma noção de mercado ou dinheiro.
Uma dessas sociedades andinas foi a Civilização Huari, ela desenvolveu o modelo clássico do Estado andino com o surgimento de cidades de corte imperial, um modelo que se expandiu no norte em direção ao século XVIII. Após o abandono de Huari, novos estados centralizadores de alcance regional foram erguidos ao longo da cordilheira dos Andes, como Lambayeque, Chimú e Chincha, período conhecido como o Intermediário Tardío ou Período dos Estados regionais.
Durante o Período dos Estados Regionais, nasceram culturas arqueológicas, como Cupisnique, Chavín, Paracas, Mochica, Nazca e Chimu. No século XV, os incas emergiram como um poderoso Estado e, no espaço de um século, formaram o maior império da América pré-colombiana.
O Império Inca durante o século XV teve seu chamado "período de esplendor" devido ao seu rápido desenvolvimento e expansão territorial por toda a América do Sul, chegando pelo sul até o Rio Maule no Chile e pelo norte até o Rio Ancasmayo na Colômbia, tendo aproximadamente 2 milhões de km², o Império Inca se localizou nos territórios atuais do oeste do Peru, Equador e Bolívia, ao norte do Chile, ao sul da Colômbia e ao noroeste da Argentina. Sua capital era a cidade de Cusco, localizado na serra sul do Peru. Além de seu poder militar, se destacou também sua arquitetura, por exemplo, a conhecida cidade de Machu Picchu.
Nos anos entre 1524 e 1526 a varíola, introduzida a partir do Panamá antes da conquista espanhola varreu o império inca. A morte do governante inca Huayna Capac, bem como da maioria de sua família, incluindo seu herdeiro, causou a queda da estrutura política inca e contribuiu para a guerra civil entre os irmãos Atahualpa e Huáscar.

### Colonização

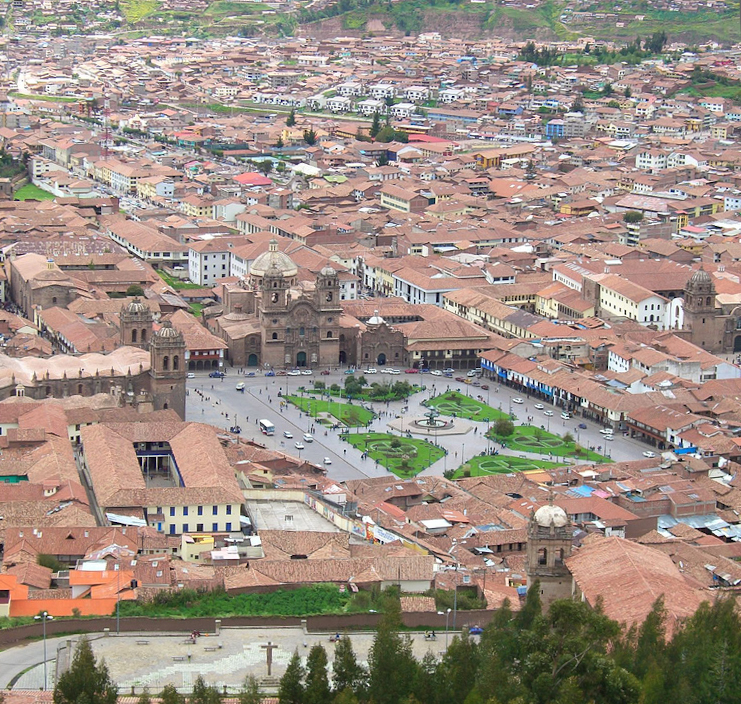
Cusco, a antiga capital do Império Inca, classificada como Patrimônio Mundial pela UNESCO

Em 1532, um grupo de conquistadores e de nativos americanos liderados por Francisco Pizarro derrotou e capturou o imperador inca Atahualpa. Francisco Pizarro exigiu ouro e prata em troca da libertação do Sapa Inca e, apesar de Francisco Pizarro ter recebido uma sala de ouro e dois quartos seguintes com prata, até ao nível do alcance dos braços de Atahualpa, o Imperador Inca foi cruelmente executado, sendo obrigado a se batizar na religião católica e sendo estrangulado após seu batismo, dessa maneira Francisco Pizarro conquistou o império inca e impôs o domínio espanhol sobre toda a região.
Dez anos depois, a Coroa espanhola criou o Vice-Reino do Peru, que incluía todas as suas colônias da América do Sul. Francisco de Toledo reorganizou o país na década de 1570 com a mineração como principal atividade econômica e com o trabalho forçado indígena como a sua principal força de trabalho.
O ouro peruano trouxe receitas para a Coroa espanhola e alimentou uma rede complexa de comércio que se estendeu até a Europa e as Filipinas. No entanto, por volta do século XVIII, o declínio da produção de prata e a diversificação econômica reduziu muito a renda real.
Em resposta, a Coroa promulgou as Reformas Bourbônicas, uma série de decretos que aumentaram os impostos e dividiram o Vice-Reinado do Peru. A nova legislação provocou a rebelião de Túpac Amaru II e outras revoltas, que foram derrotadas.

### Independência

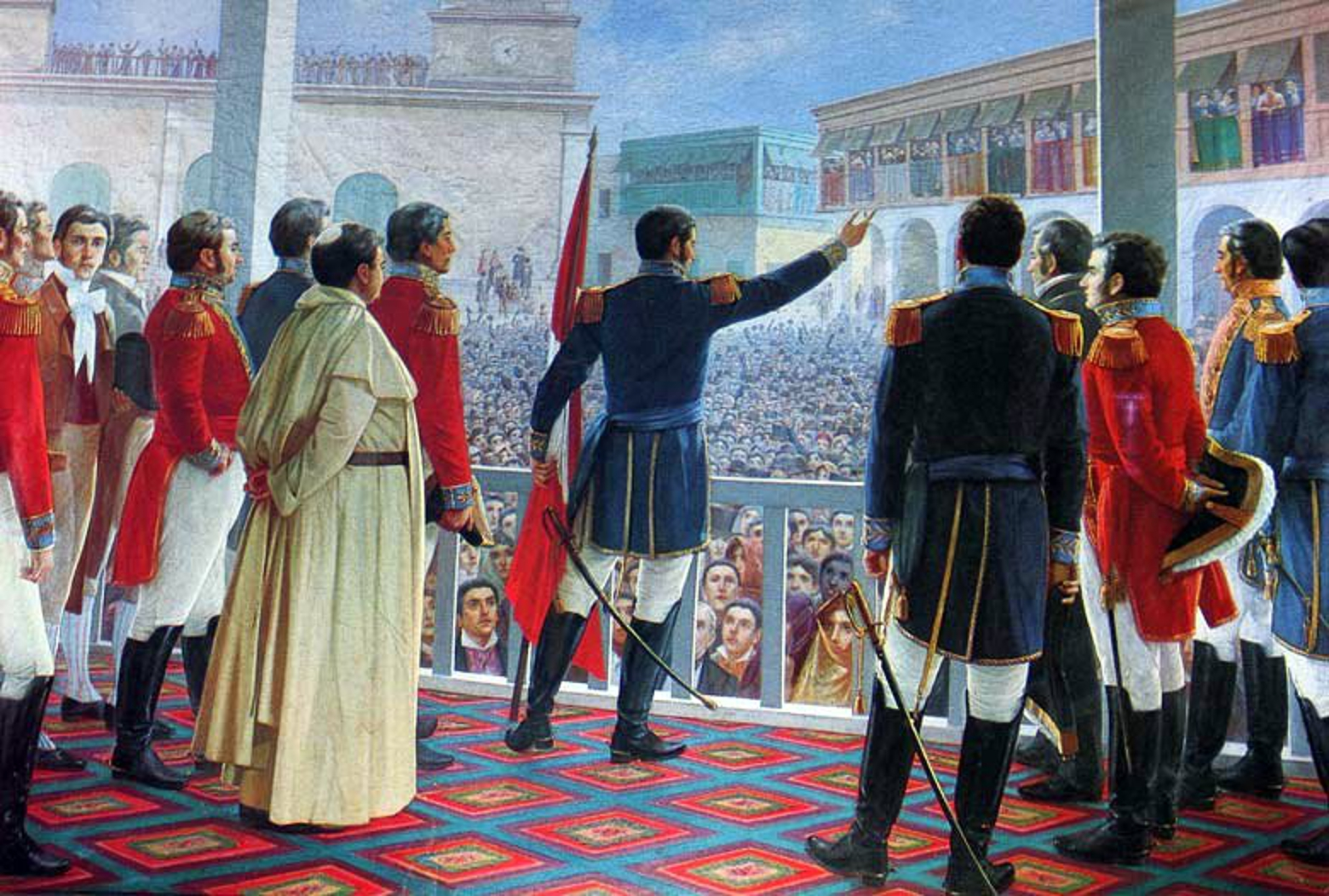
José de San Martín ao anunciar a independência do Peru

No início do século XIX, enquanto a maioria da América do Sul era assolada por guerras de independência, o Peru continuou a ser um reduto monarquista. Como a elite hesitou entre a emancipação e a lealdade para com a monarquia espanhola, a independência foi obtida apenas após as campanhas militares de José de San Martín e Simón Bolívar. Durante os primeiros anos da República, lutas endêmicas pelo poder entre líderes militares causaram instabilidade política. A identidade nacional foi forjada durante este período, com projetos bolivarianos que afundaram, como a Confederação da América Latina, e uma união com a Bolívia que se mostrou efêmera.
Quando a independência foi proclamada, San Martin assumiu o comando político-militar dos departamentos livres do Peru, sob o título de Protetor, por decreto emitido em 3 de agosto de 1821. Os trabalhos do Protetorado contribuíram para a criação da Biblioteca Nacional (em favor do conhecimento), a aprovação do Hino Nacional e a abolição de leis contra os indígenas. Em 27 de dezembro de 1821, San Martín criou três ministérios: Ministério de Estado e Relações Exteriores, nomeando a Juan García del Río como ministro; Ministério da Guerra e Marinha, para Bernardo de Monteagudo; e Ministério das Finanças, para Hipólito Unanue.

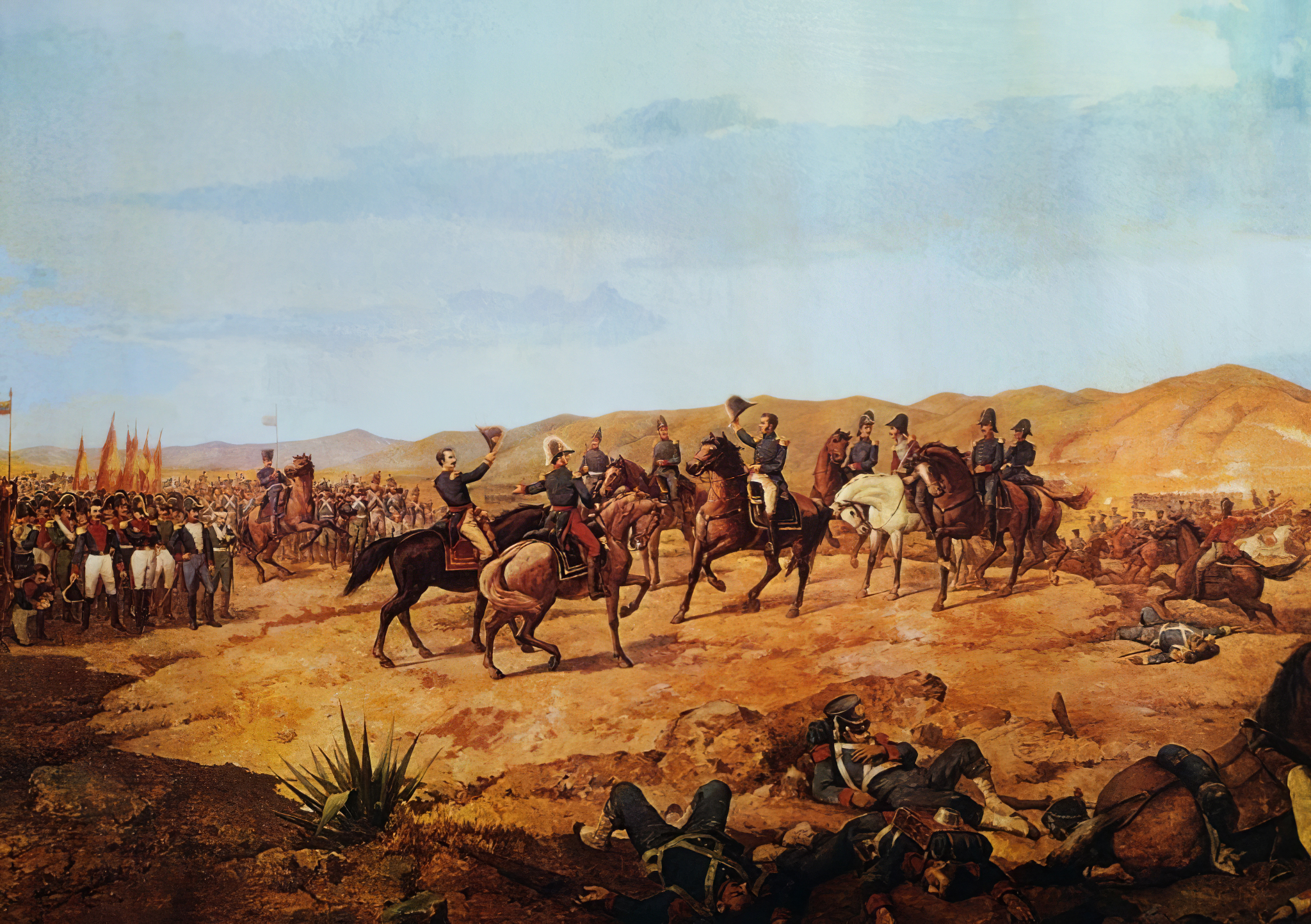
Batalha de Ayacucho, parte da guerra de independência

Durante o Protetorado, no dia 7 de abril de 1822, a divisão de Domingo Tristán e Moscoso que viajou a cidade de Pisco, sofreu uma derrota desastrosa do lado monarquista depois da batalha de Ica, perdendo muitos soldados e muito do seu armamento. A fim de acelerar a independência total do Peru nas terras altas do sul, San Martin viajou para Guayaquil, a fim de chegar a um acordo com Simón Bolívar, para pedir ajuda militar, mas no final da conferência, nenhum acordo foi alcançado, e San Martín se retirou de Guayaquil com a decisão de deixar o Peru. Deu o poder executivo a três de seus membros, que formaram um órgão colegiado chamado Conselho Supremo de Governo do Peru e cujo chefe era o General José de La Mar.
A Junta Governativa queria acabar sozinha com a Guerra da Independência e organizou a Primeira Campanha Intermediária, que culminou em fracasso. Então, os oficiais do Exército se revoltaram no chamado motim de Balconcillo e com um golpe de Estado, eles descartaram à Junta e em 28 de fevereiro de 1823, José de la Riva Agüero foi nomeado Presidente do Peru. Riva Agüero também queria derrotar os espanhóis, que ainda resistiam no centro e sul do Peru, e organizou uma Segunda Campanha Intermediária, que também terminou em fracasso.
Logo ocorreu uma disputa aberta com o Congresso e ele mudou-se para Trujillo, onde instalou seu governo, enquanto em Lima, o Congresso nomeou José Bernardo de Tagle como o novo Presidente. O Congresso, considerando a situação crítica, concordou em chamar Simón Bolívar. e seu Exército de Libertação. Depois de reunificar o comando do país, Bolívar instalou seu quartel-general em Trujillo e organizou a campanha final da Independência, contando com a ajuda decisiva dos peruanos, tanto em soldados, dinheiro, suprimentos e recursos de todos os tipos. Depois das batalhas de Junín e Ayacucho, em 6 de agosto e 9 de dezembro de 1824, respectivamente, foi possível derrotar e expulsar definitivamente do Peru as tropas monarquistas espanholas.

### Meados do século XIX

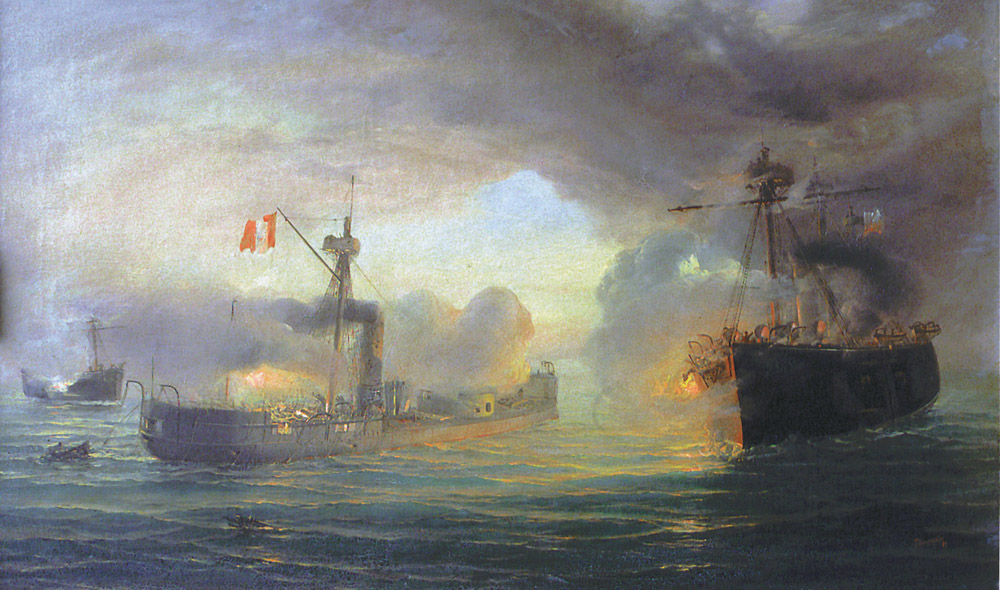
Combate Naval de Angamos durante a Guerra do Pacífico

Entre 1840 e 1860, o Peru desfrutou de um período de estabilidade sob a presidência de Ramón Castilla através do aumento da receita do Estado com as exportações de guano. No entanto, em 1870, esses recursos foram desperdiçados, o país estava pesadamente endividado e a luta política voltou a aumentar. Em 5 de abril de 1879, o Chile declarou guerra ao Peru, desencadeando a Guerra do Pacífico. O estopim foi o confronto entre a Bolívia e o Chile por um problema fiscal em que o Peru foi comprometido pelo Tratado de Aliança Defensiva assinado com a Bolívia em 1873. No entanto, a historiografia peruana é unânime em sustentar que a causa de esta guerra era a ambição do Chile de tomar os territórios de salitre e guaneros do sul do Peru. Numa primeira fase da guerra, a campanha naval, a marinha peruana repeliu o ataque chileno até 8 de outubro de 1879, dia em que se travou a batalha naval de Angamos, onde a Marinha chilena com seus navios Cochrane, Blanco Encalada, Loa e Covadonga encurralaram o monitor Huáscar, o principal navio da Marinha peruana comandado pelo almirante Miguel Grau Seminario, que morreu na briga e desde então se tornou o maior herói do Peru.
O Peru foi derrotado pelo Chile na Guerra do Pacífico entre 1879–1883, perdendo as províncias de Arica e Tarapacá nos tratados de Ancón e Lima. Durante a ocupação chilena de Lima, autoridades militares chilenas transformaram a Universidade Nacional Maior de São Marcos e o recém-inaugurado Palacio de la Exposición em quartéis, invadiram as escolas médicas e outras instituições educacionais, saquearam o conteúdo da Biblioteca Nacional do Peru e transportaram milhares de livros (incluindo volumes originais de muitos séculos de idade), além do estoque de capital que foi levado para Santiago do Chile, e uma série de monumentos e obras de arte que decoravam a cidade.

### Século XX

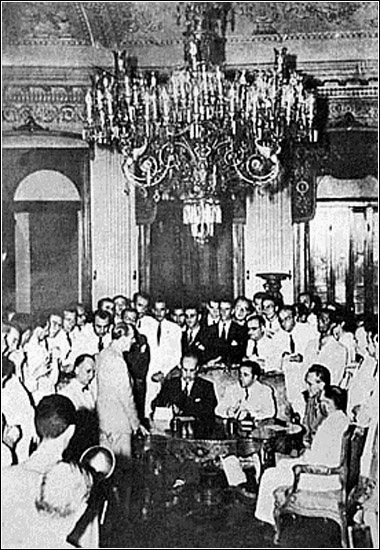
Assinatura do Protocolo do Rio em janeiro de 1942

Lutas internas após a guerra foram seguidas por um período de estabilidade no âmbito do Partido Civil, que durou até o início do regime autoritário de Augusto B. Leguía. A Grande Depressão causou a queda de Leguía, renovada turbulência política e a emergência da Aliança Popular Revolucionária Americana (APRA). A rivalidade entre esta organização e uma coalizão das elites e dos militares definiram a política peruana nas três décadas seguintes.
Em 1968, as forças armadas, lideradas pelo general Juan Velasco Alvarado, aplicaram um golpe militar contra o presidente Fernando Belaúnde. O novo regime levou a cabo reformas radicais para fomentar o desenvolvimento, mas não obteve apoio generalizado. Em 1975, Velasco foi substituído como presidente pelo general Francisco Morales Bermúdez, que paralisou as reformas e supervisionou o restabelecimento da democracia.
Durante os anos 1980, o Peru enfrentou uma forte crise econômica e social, devido à falta de controle dos gastos fiscais, dívida externa considerável e aumento da inflação juntamente com um conflito armado interno, causado pela insurreição dos grupos terroristas do Sendero Luminoso e do Movimento Revolucionário Túpac Amaru, de inspiração comunista, que buscava tomar o poder através da luta armada. O terrorismo obteve uma resposta repressiva das Forças Armadas, da Primeira Polícia e do Exército. Os combates entre os dois lados mataram cerca de 70 000 pessoas entre combatentes, camponeses e moradores da cidade.

Áreas onde o Sendero Luminoso estava ativo no Peru

A isto se acrescenta que o Peru enfrentou o Equador no conflito da Falsa Paquisha em 1981, durante o segundo mandato do presidente Fernando Belaúnde Terry, com o Peru denunciando o ataque a uma de suas aeronaves, que estava realizando uma missão de suprimento de postos Vigilância de fronteiras no rio Comaina. No final do conflito, o presidente Belaúnde levanta a bandeira peruana nessa área. Esses movimentos agravaram o conflito de fronteira entre os dois países. Belaúnde também apoiou a Argentina com a venda de armas e munições na Guerra das Malvinas.
A crise entrou em sua fase mais crítica no final da década, durante o primeiro governo de Alan García, quando o país sofreu uma forte crise econômica devido à falta de controle dos gastos fiscais e à consequente hiperinflação que atingiu o máximo de 7,649% em 1990, enquanto o Sendero Luminoso se envolveu nas grandes cidades do país, iniciando a fase mais difícil do conflito armado interno.
O primeiro governo de Alan García terminou em meio à crescente impopularidade. Nas eleições de 1990, houve uma votação acirrada entre o escritor liberal Mario Vargas Llosa e Alberto Fujimori, que ganhou a presidência. Desde o início de seu mandato, ele encontrou forte oposição no Congresso pela Aliança Popular Revolucionária Americana e pela Frente Democrática. Em seu primeiro ano, ele aplicou uma política de choque à qual recusou durante sua campanha eleitoral, que ficou conhecida como fujishock. Eventualmente, ele implementou uma série de reformas neoliberais, alinhando-se com o Consenso de Washington. Ao mesmo tempo, o conselheiro presidencial Vladimiro Montesinos foi nomeado chefe do Serviço Nacional de Inteligência do Peru, posição de onde dirigiu a cleptocracia na qual o governo de Alberto Fujimori derivou.

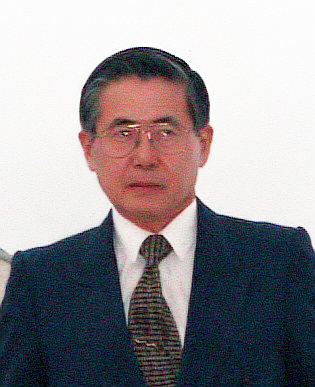
Alberto Fujimori, seu governo entre 1990 e 2000 foi marcado por casos de corrupção e abuso dos direitos humanos

Nas eleições gerais de 1990, Alberto Fujimori derrotou o escritor liberal Mario Vargas Llosa e foi eleito Presidente do país. Desde o início de seu mandato, ele enfrentou uma forte oposição no Congresso por parte da Aliança Popular Revolucionária Americana (APRA) e do Frente Democrático. No seu primeiro ano como presidente, aplicou uma política de terapia de choque (a qual ele havia negado durante sua campanha eleitoral), essa política ficou conhecida como fujishock. Ele implementou uma série de reformas de caráter neoliberal, alinhando-se ao Consenso de Washington. Paralelamente, o assessor presidencial Vladimir Montesinos foi nomeado chefe do Serviço de Inteligência Nacional do Peru, posição na qual ele supostamente foi responsável pela tortura e morte de diversos opositores de Fujimori.
Na madrugada do dia 5 de abril de 1992, Fujimori iniciou uma crise constitucional quando dissolveu o Congresso e restringiu a liberdade de imprensa com apoio das forças armadas. Ele convocou a Assembleia Constituinte, que redigiu uma nova constituição promulgada por ele em 1993. Alberto Fujimori permaneceu no poder e foi reeleito na eleição presidencial de 1995, momento no qual seu partido ganhou as eleições legislativas e obteve maioria absoluta no Congresso. Ainda assim, seu governo não conseguiu resolver a longa recessão econômica que afetava o país. Em geral na década de 1990, o país começou a se recuperar economicamente, no entanto, as acusações de autoritarismo, corrupção e violações aos direitos humanos forçaram a renúncia de Fujimori após a polêmica eleição de 2000.

### Século XXI
Após a renúncia de Fujimori, Valentín Paniagua assumiu a presidência interina e convocou novas eleições. Em 2001, Alejandro Toledo foi eleito presidente, prometendo combater a corrupção e promover o crescimento econômico. Toledo governou até 2006, quando foi sucedido por Alan García, que já havia sido presidente entre 1985 e 1990. Durante seu segundo mandato, García focou em políticas econômicas neoliberais e em atrair investimentos estrangeiros, mas enfrentou críticas por questões de direitos humanos e corrupção.
Em 2011, Ollanta Humala foi eleito presidente, inicialmente com uma plataforma de esquerda, mas acabou adotando políticas mais moderadas e continuando com o modelo econômico neoliberal. Humala governou até 2016
Desde o fim do regime de Fujimori, o Peru tenta lutar contra a forte corrupção, enquanto mantém o crescimento econômico. Em junho de 2016, em votação apertada, Pedro Pablo Kuczynski foi eleito presidente do país, sendo empossado no dia 28 do mês seguinte. Em março do 2018, Kuczynski renunciou a presidência durante um processo de impeachment, e seu primeiro vice-presidente, Martín Vizcarra assumiu o mandato. Em 30 de setembro de 2019, Vizcarra dissolveu o Congresso da República depois que este negara a confiança ao primeiro-ministro Salvador del Solar. Em 9 de novembro de 2020, Vizcarra foi destituído por um processo de impeachment, similar ao que levou a renúncia de seu antecessor, sendo substituído por Manuel Merino, presidente do Congresso.
Após a destituição de Vizcarra, Manuel Merino assumiu a presidência, mas renunciou após protestos massivos. Francisco Sagasti foi então nomeado presidente interino. Em julho de 2021, Pedro Castillo foi eleito presidente, mas seu governo enfrentou desafios significativos, incluindo acusações de corrupção e instabilidade política. Em dezembro de 2022, Castillo foi destituído pelo Congresso e substituído por sua vice-presidente, Dina Boluarte, que se tornou a primeira mulher a ocupar a presidência do Peru. Boluarte enfrentou protestos e desafios contínuos durante seu mandato

## Geografia
O território peruano cobre 1 285 216 km2 de área, no oeste da América do Sul. O país faz fronteira com o Equador e a Colômbia ao norte, o Brasil a leste, a Bolívia a sudeste, o Chile ao sul e o oceano Pacífico a oeste. Sua capital atual é Lima.

### Topografia e hidrografia
As montanhas dos Andes e o oceano Pacífico definem as três regiões tradicionalmente usadas para descrever o país geograficamente. A costa (litoral), a oeste, é uma planície estreita, em grande parte árida, exceto por vales criados por rios sazonais. A serra (planalto) é a região da cordilheira dos Andes, que inclui o planalto Altiplano, bem como o ponto culminante do país, o Huascarán, com 6 768 m de altitude. A terceira região é a selva (florestas), uma vasta extensão de planícies cobertas pela floresta Amazônica, que se estende a leste. Quase 60% da área do país está localizada dentro desta região.
A maioria dos rios peruanos tem origem nos picos da cordilheira dos Andes e correm através de três bacias. Aqueles que correm em direção ao oceano Pacífico são íngremes e curtos, fluindo apenas intermitentemente. Os afluentes do rio Amazonas são mais longos, tem um fluxo muito maior e são menos íngremes, uma vez que saem da serra. Os rios que vão em direção ao Lago Titicaca são geralmente curtos e têm um grande fluxo. Os maiores rios do país são o Ucayali, o Marañón, o Putumayo, o Yavarí, o Huallaga, o Urubamba, o Mantaro e o Amazonas.

### Clima e biodiversidade

Peru pela classificação climática de Köppen

O Peru não tem um clima exclusivamente tropical, pois a influência da Cordilheira dos Andes e da corrente de Humboldt causa uma grande diversidade climática no país. A costa tem temperaturas moderadas, baixos índices de precipitações e alta umidade, com exceção de sua região norte, mais quente e úmida.
Na serra (sierra), a chuva é frequente durante o verão e a temperatura e a umidade diminuem com a altitude até os picos congelados dos Andes. A selva é caracterizada por fortes chuvas e altas temperaturas, com exceção de sua parte mais ao sul, que tem invernos frios e chuvas sazonais.
Devido à sua variada geografia e clima, o Peru tem uma grande biodiversidade, com 21 462 espécies de plantas e animais registradas até 2009; 5 855 delas endêmicas.

## Demografia

Densidade populacional do Peru

Com cerca de 31,2 milhões de habitantes, o Peru é o quinto país mais populoso da América do Sul. A taxa de crescimento demográfico caiu de 2,6% para 1,6% entre 1950 e 2000; a população deverá atingir a marca de cerca de 42 milhões de habitantes em 2050. Em 2007, 75,9% dos peruanos viviam em áreas urbanas e 24,1% em áreas rurais.

### Composição étnica
O Peru é um país multiétnico, formado por diferentes grupos ao longo de cinco séculos. De acordo com um estudo genético de DNA autossômico, realizado em 2008, pela Universidade de Brasília (UnB) a composição da população do Peru é a seguinte: 73% de contribuição indígena, 15,10% de contribuição europeia e 11,90% de contribuição africana. Uma tese de doutorado da Universidade Federal de Minas Gerais de 2013 indica uma ancestralidade autóctone de aproximadamente 80%. Um artigo da sciencemag.org de 2018 refere ancestralidade de 80% de nativos americanos, 16% de europeus e 3% de africanos.
Os ameríndios habitam o território peruano há vários milênios, muito antes da conquista espanhola da região no século XVI, de acordo com o historiador Noble David Cook a população peruana diminuiu de quase 5–9 milhões habitantes em 1520 para cerca de 600 mil em 1620, principalmente por causa de doenças infecciosas.

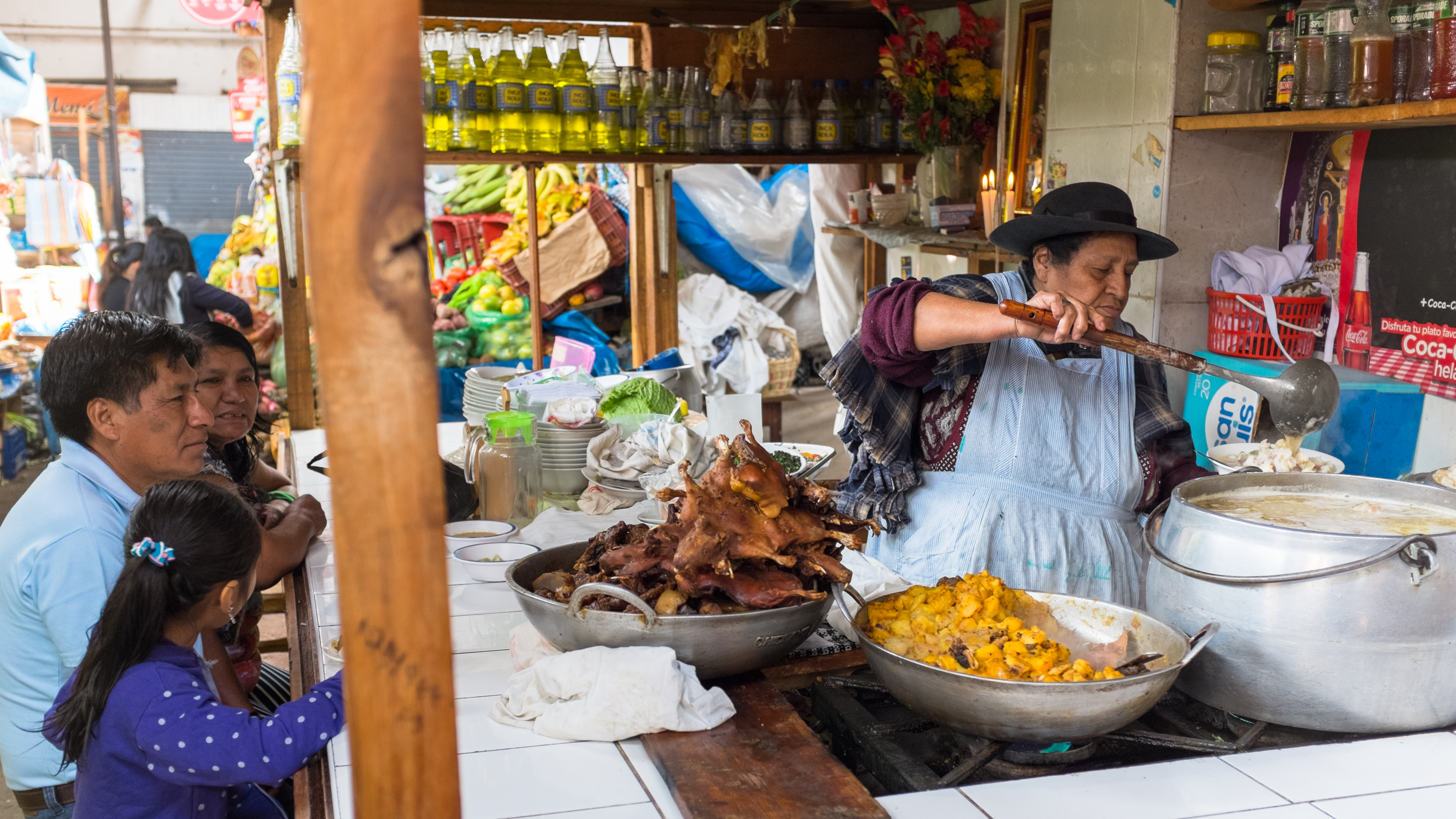
Família peruana em uma feira em Cajamarca

Espanhóis e africanos chegaram em grande número durante o domínio colonial, miscigenando-se entre si e com os povos indígenas. Ondas imigratórias graduais de europeus vindos de países como Itália, Espanha, França, Reino Unido e Alemanha seguiram-se após a independência. O Peru libertou seus escravos negros em 1854. Imigrantes chineses chegaram na década de 1850, substituindo trabalhadores escravos e, desde então, influenciaram muito a sociedade peruana.
O último censo peruano que tentou classificar as pessoas por etnia aconteceu em 1940, quando 53% da população foi classificada como branca ou mestiça (brancos miscigenados e de ancestralidade ameríndia) e 46% como ameríndios. De acordo com o CIA World Factbook, a maioria dos peruanos é indígena, principalmente quíchua e aimará, seguida por mestiços. No entanto, em uma pesquisa realizada em 2006 pelo Instituto Nacional de Estadística e Informática (INEI), a população peruana classificou a si mesma como mestiça (59,5%), seguido por quíchua (22,7%), aymara (2,7%), amazônicos (1,8%), negra/parda (1,6%), branca (4,9%) e "outros" (6,7%).

### Religiões

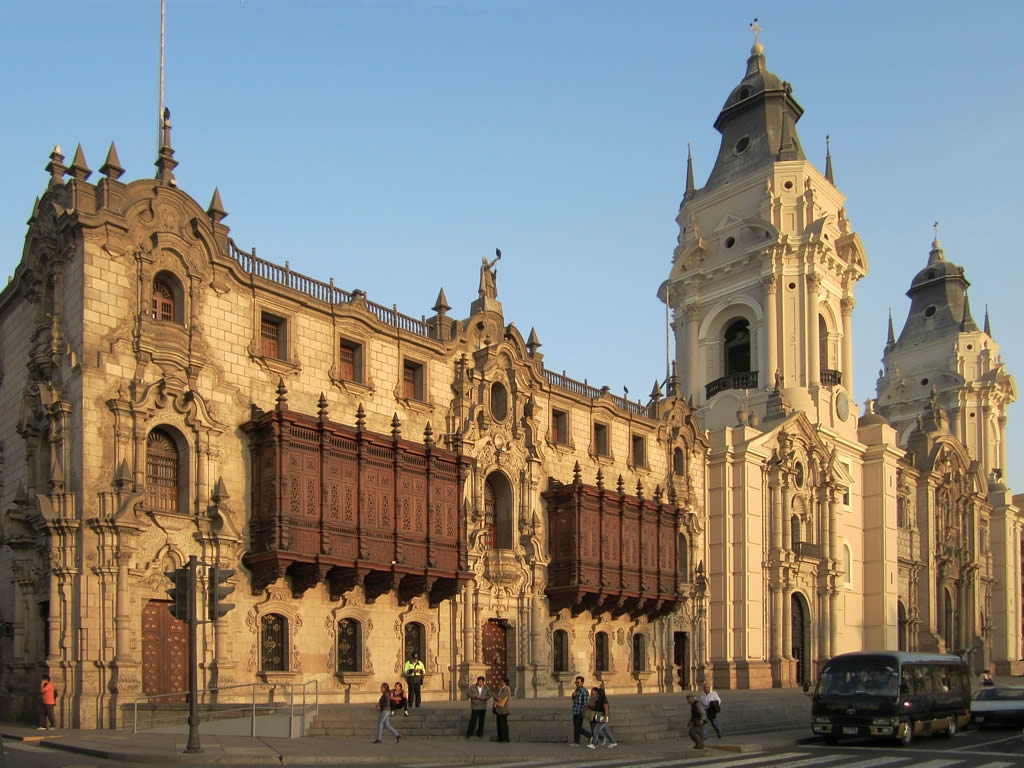
Fachada principal da Catedral de Lima e do Palácio Arquiepiscopal

No censo de 2007, 81,3% da população com mais de 12 anos de idade descreveu-se como católica, 12,5% como evangélicos, 3,3% de outras denominações e 2,9% como irreligiosos.
O governo peruano está intimamente ligado com a Igreja Católica. O artigo 50 da Constituição reconhece o papel da Igreja Católica como "um elemento importante no desenvolvimento histórico, cultural e moral da nação". O clero e leigos recebem remuneração do Estado, além do estipêndios pagos a eles pela Igreja. Isto aplica-se aos 52 bispos do país, assim como a alguns padres cujos ministérios estão localizados em cidades e vilas ao longo das fronteiras. Além disso, cada diocese recebe um subsídio mensal institucional do governo. Um acordo assinado com o Vaticano em 1980 concede o estatuto especial para a Igreja Católica no Peru.
A Igreja Católica recebe o tratamento preferencial em matéria de educação, benefícios fiscais, de imigração de trabalhadores religiosos, e em outras áreas, em conformidade com o acordo. A lei exige que em todas as escolas, públicas e privadas, a educação religiosa seja parte do currículo de todo o processo de ensino (primário e secundário). O catolicismo é a única religião ensinada nas escolas públicas. Além disso, os símbolos religiosos católicos são encontrados em todos os edifícios governamentais e locais públicos.

### Urbanização
As principais cidades do país são Lima (o lar de mais de cerca de 8 milhões de pessoas), Arequipa, Trujillo, Chiclayo, Piura, Iquitos, Cuzco, Chimbote e Huancayo; todas registraram mais de 250 mil habitantes no censo de 2007. Existem 15 tribos indígenas isoladas no território peruano. O espanhol era o idioma usado por 83,9% dos peruanos com cinco anos de idade ou mais em 2007 e é a principal língua do país. Ele coexiste com várias outras línguas indígenas, sendo a mais comum o quíchua, falado por 13,2% da população do país. Outras línguas nativas e estrangeiras eram faladas naquela época por 2,7% e 0,1% dos peruanos, respectivamente. O índice de alfabetização foi estimado em 92,9% em 2007, mas essa taxa é menor em áreas rurais (80,3%) do que nas áreas urbanas (96,3%). O ensino primário e o secundário são obrigatórios e gratuitos nas escolas públicas.

## Política

### Governo
O Peru é uma república democrática representativa semipresidencilista com um sistema multipartidário. Sob a atual constituição, o presidente é o chefe de Estado e de governo, eleito para um mandato de cinco anos e não pode buscar a reeleição imediata, devendo ficar por pelo menos um termo constitucional antes da reeleição. O presidente designa o primeiro-ministro e, com o seu conselho, o resto do Conselho de Ministros.
Há um Congresso unicameral com 130 membros eleitos para um mandato de cinco anos. Leis podem ser propostas tanto pelo poder executivo quanto pelo legislativo, e se tornam leis de facto após serem aprovadas pelo Congresso e promulgadas pelo presidente.
O poder judiciário é nominalmente independente, embora a intervenção política em matéria de justiça tenha sido comum ao longo da história e, possivelmente, continue até hoje.
O governo peruano é eleito diretamente e o voto é obrigatório para todos os cidadãos com idade entre 18 a 70 anos. As eleições gerais realizadas em 2006 terminaram em segundo turno com a vitória para o candidato presidencial Alan García, do Partido Aprista Peruano (52,6% dos votos válidos) sobre Ollanta Humala da União pelo Peru (47,4%).
O congresso é composto atualmente por Partido Aprista Peruano (36 lugares), Partido Nacionalista Peruano (23 lugares), União pelo Peru (19 lugares), Unidade Nacional (15 vagas), Aliança para o Futuro Fujimorista (13 lugares), Aliança Parlamentar (9 lugares) e República Democrática do Grupo Parlamentar Especial (5 lugares).

### Forças armadas

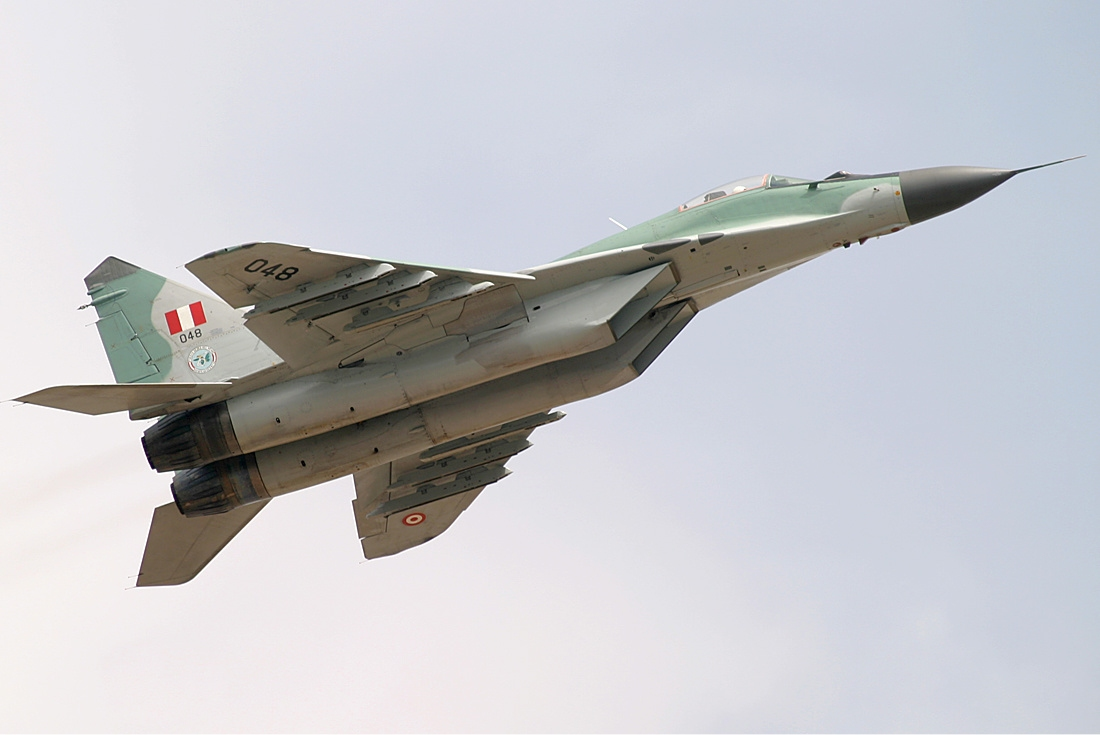
Um Mig-29 da Força Aérea Peruana.

As forças armadas peruanas são a principal força de combate e defesa da nação. É composta por um exército, uma marinha e uma aeronáutica, cuja principal função é defender a soberania, a independência e a integridade territorial do país.
As forças armadas estão subordinadas ao Ministério da Defesa e ao presidente como comandante em chefe. A conscrição foi abolida em 1999 e substituída por um serviço militar voluntário.
A Polícia Nacional do Peru, apesar de ser subordinada às forças armadas, é inteiramente construída sobre uma estrutura civil. A conscrição foi abolida em 1999 e substituída por um serviço voluntário.

### Relações internacionais
O Peru é um membro ativo de vários blocos regionais e um dos fundadores da Comunidade Andina de Nações. É também um participante em organizações internacionais como a Organização dos Estados Americanos e das Nações Unidas. As relações exteriores do Peru têm sido dominadas por conflitos de fronteira com países vizinhos, muitos dos quais foram liquidados durante o século XX. Há ainda uma disputa com o Chile sobre limites marítimos no oceano Pacífico.

## Subdivisões
O Peru é dividido em 25 regiões e pela província de Lima. Cada região tem um governo próprio e eleito composto por um governador e um conselho com um mandato de quatro anos. Esses governos planejam o desenvolvimento regional, executam projetos de investimento público, promovem atividades econômicas e realizam a gestão das propriedades públicas.
A província de Lima é administrada por um conselho da cidade. O objetivo é devolver o poder aos governos regionais e municipais, entre outros, para melhorar a participação política popular. ONGs fazem um importante papel no processo de descentralização e ainda influenciam a política local.
Regiões
| - Amazonas - Âncache - Apurímaque - Arequipa - Aiacucho - Cajamarca - Callao - Cusco - Huancavelica - Huánuco - Ica - Junim - Liberdade | - Lambayeque - Lima - Loreto - Madre de Deus - Moquegua - Pasco - Piúra - Puno - San Martín - Tacna - Tumbes - Ucaiáli |  |

Província
- Lima

## Economia

Principais produtos de exportação do Peru em 2019

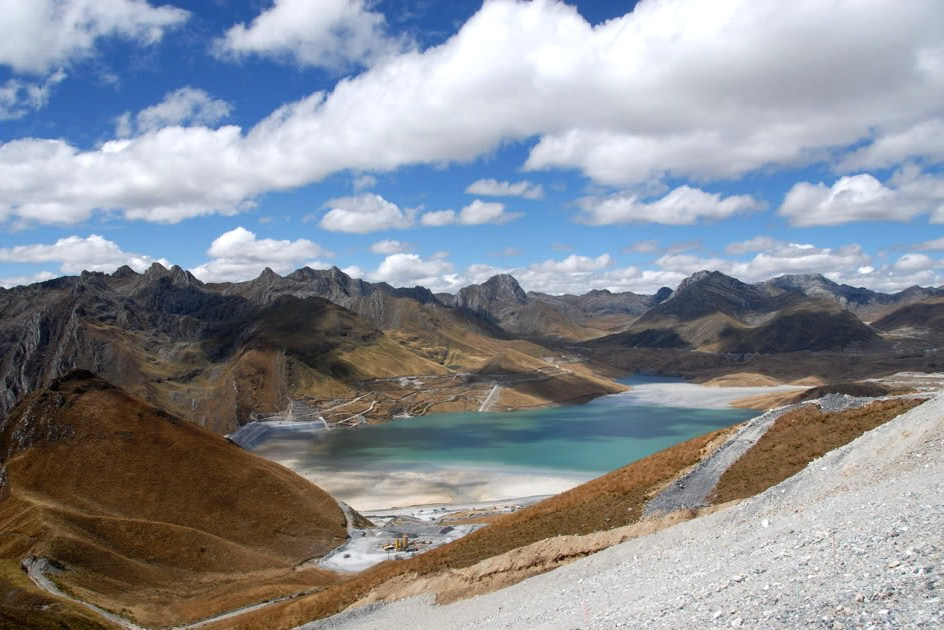
Antamina, em San Marcos, Huari, uma das maiores minas de cobre e zinco do mundo

O país é fortemente dependente da mineração para exportação de matérias-primas, que representam 60% das exportações: em 2019, o país era o segundo produtor mundial de cobre e prata, oitavo produtor mundial de ouro, terceiro produtor mundial de chumbo, segundo produtor mundial de zinco, o quarto maior produtor mundial de estanho, o quinto maior produtor mundial de boro e o quarto maior produtor mundial de molibdênio. – sem esquecer as explorações de gás e de petróleo. Pouco industrializado, o Peru sofre com a variação internacional dos preços das commodities.
Na agricultura, o Peru é um dos 5 maiores produtores de abacate, mirtilo, alcachofra e aspargos, um dos 10 maiores produtores mundiais de café e cacau, e um dos 15 maiores produtores mundiais de batata e abacaxi, além de ter uma produção considerável de uva. Os produtos agrícolas exportados de maior valor são o café, as uvas, e frutas tropicais em geral. O cacau, o aspargo e o abacaxi, entre outros, também são plantados para a exportação. Na pecuária, o Peru é um dos 20 maiores produtores do mundo de carne de frango.
Os serviços representam 53% do produto interno bruto nacional peruano, seguidos pela indústria transformadora (22,3%), indústrias extrativas (15%) e impostos (9,7%). Espera-se aumento do comércio após a aplicação de um acordo de livre comércio com os Estados Unidos, assinado em 12 de abril de 2006. As principais exportações do Peru são de cobre, ouro, zinco, têxteis e farinha de peixe. Seus principais parceiros comerciais são os Estados Unidos, China, Brasil e Chile. Em 2013 as exportações agrícolas tradicionais caiu 40,6 por cento.
A economia do Peru tem experimentado um crescimento significativo nos últimos 15 anos. O país tem uma alta pontuação no Índice de Desenvolvimento Humano (0,740), segundo relatório de 2012. A renda per capita de 2008 foi de 8 594 dólares; em 2009, 34,8% de sua população total era pobre, incluindo 11,5% que é extremamente pobre. Historicamente, o desempenho econômico do país foi amarrado às exportações, que fornecem divisas para financiar importações e os pagamentos da dívida externa. Embora as exportações apresentem receita substancial, o crescimento auto-sustentado e uma distribuição mais igualitária da renda provaram-se elusivos. Cerca de 18,1% das crianças menores de cinco anos sofrem de desnutrição crônica no Peru, as regiões com os maiores índices de desnutrição crônica são Huancavelica, com 51,3%, e Cajamarca, com 36,1%, seguido pelo Loreto, com 32,3%.
A política econômica peruana tem variado muito ao longo das últimas décadas. O governo de Juan Velasco Alvarado (1968–1975) introduziu reformas radicais, que incluíram a reforma agrária, a expropriação das empresas estrangeiras, a introdução de um sistema de planejamento econômico e a criação de um amplo setor estatal. Estas medidas não conseguiram atingir os seus objetivos de redistribuição de renda e o fim da dependência econômica de países desenvolvidos.
Apesar destes resultados negativos, a maioria das reformas não foi revertida até a década de 1990, quando a liberalização do governo de Alberto Fujimori terminou com os controles de preços, o protecionismo, as restrições ao investimento direto estrangeiro, e mais propriedade estatal das empresas Em 8 de agosto de 1990, o governo de Fujimori anunciou um choque econômico chamado "Fujishock": a taxa de câmbio foi desvalorizado em 227%, o preço da gasolina aumentou 3 000 por cento, desemprego subiu para 73%, a inflação chegou a 7 694,6%. (114,5% em 1987, 1 722% em 1988, 2 775% em 1989, e 7 694 em 1990).
De acordo com um relatório da Organização das Nações Unidas para Alimentação e Agricultura (FAO), publicado em agosto de 2022, metade da população do Peru (16,6 milhões de pessoas) tem insegurança alimentar moderada e mais de 20% (6,8 milhões de pessoas) tem insegurança alimentar grave: ficam sem comida por um dia inteiro ou até mesmo por vários dias. Peru é o país sul-americano mais afetado pela fome.
O diretor da FAO no Peru ressalta que "esse é o grande paradoxo de um país que tem alimentos suficientes para alimentar sua população. O Peru é um produtor líquido de alimentos e uma das maiores potências agroexportadoras da região". A insegurança alimentar se deve às grandes desigualdades sociais e aos baixos salários, sendo o salário mínimo peruano um dos mais baixos da América do Sul e o setor informal muito difundido. De acordo com a FAO, os próprios agricultores de pequena escala sofrem com a fome. Mal remunerados, eles também sofrem o impacto da mudança climática e enfrentam o problema do tráfico de drogas em suas terras e a atividade de mineração que está esgotando o solo.

## Infraestrutura

### Educação
No Peru, a educação está sob a jurisdição do Ministério da Educação, que é responsável pela formulação, implementação e monitoramento da política nacional de educação. De acordo com a Constituição do Peru, a educação é obrigatória e gratuita em escolas públicas para os níveis iniciais, primário e secundário. Também é gratuito em universidades públicas para alunos com desempenho acadêmico satisfatório e que superam os exames de admissão (vestibular).

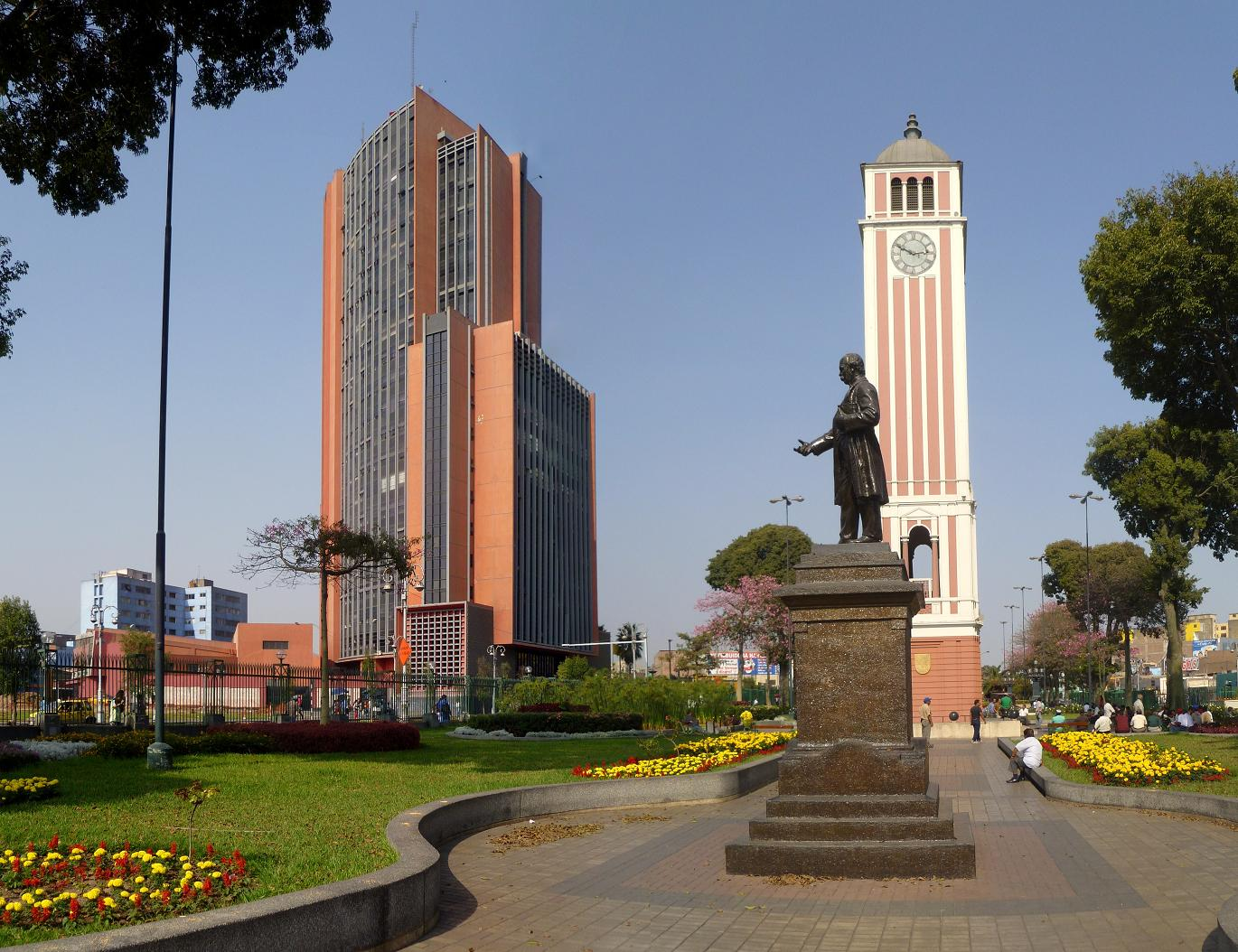
Parque Universitário da Universidade Nacional Maior de São Marcos, universidade mais antiga da América, fundada em 12 de maio de 1551

A educação é dividida em diferentes níveis: a formação inicial, corresponde à do período entre zero e cinco anos de idade, e tem por finalidade principal dar às crianças estímulos necessários para o seu desenvolvimento, através de técnicas e atividades educacionais. O ensino primário começa com o primeiro ciclo, que consiste no primeiro e segundo grau. A idade de entrada para as crianças é de seis anos. Este nível começa na primeira série e termina na sexta série.
O ensino secundário é constituído por cinco anos, do primeiro ao quinto ano. Em seguida, vem o ensino superior que é composto por cursos de graduação, tecnológico ou técnico. Para ingressar em universidades é essencial passar em um exame de admissão, embora a aprovação dependa da exigência da universidade. A primeira universidade criada no país foi a Universidade Nacional Maior de São Marcos, a mais antiga nas Américas, fundada em 12 de maio de 1551; seguida pela Universidade Nacional de San Cristóbal de Huamanga em 1677, da Universidade Nacional de San Antonio Abad de Cusco em 1692, Universidade Nacional de Trujillo criada em 1824, Universidade Nacional de Santo Agostinho fundada em 1828, Universidade Nacional de Engenharia (1876), Universidade Nacional Agrária La Molina (1902), Universidade Nacional do Centro do Peru (1959), a Universidade Nacional de Cajamarca (1962), Universidade Nacional Federico Villarreal em 1963, entre outras. Todas as universidades mais antigas do país são públicas.
No lado das universidades privadas, a mais antiga é a Pontifícia Universidade Católica do Peru, criada em 1917, e a Universidade Peruana Cayetano Heredia, fundada em 1961. No norte do país, destaca-se também a Universidade Señor de Sipán, em Chiclayo. De acordo com os resultados do censo de 2007, cerca de 87,73% dos peruanos de três ou mais anos de idade são alfabetizados. Sobre o nível de escolaridade, 38,2% das pessoas têm o ensino secundário, enquanto que 31,3% concluíram o ensino superior. A média de anos de escolaridade é de 8,7 anos.

### Saúde

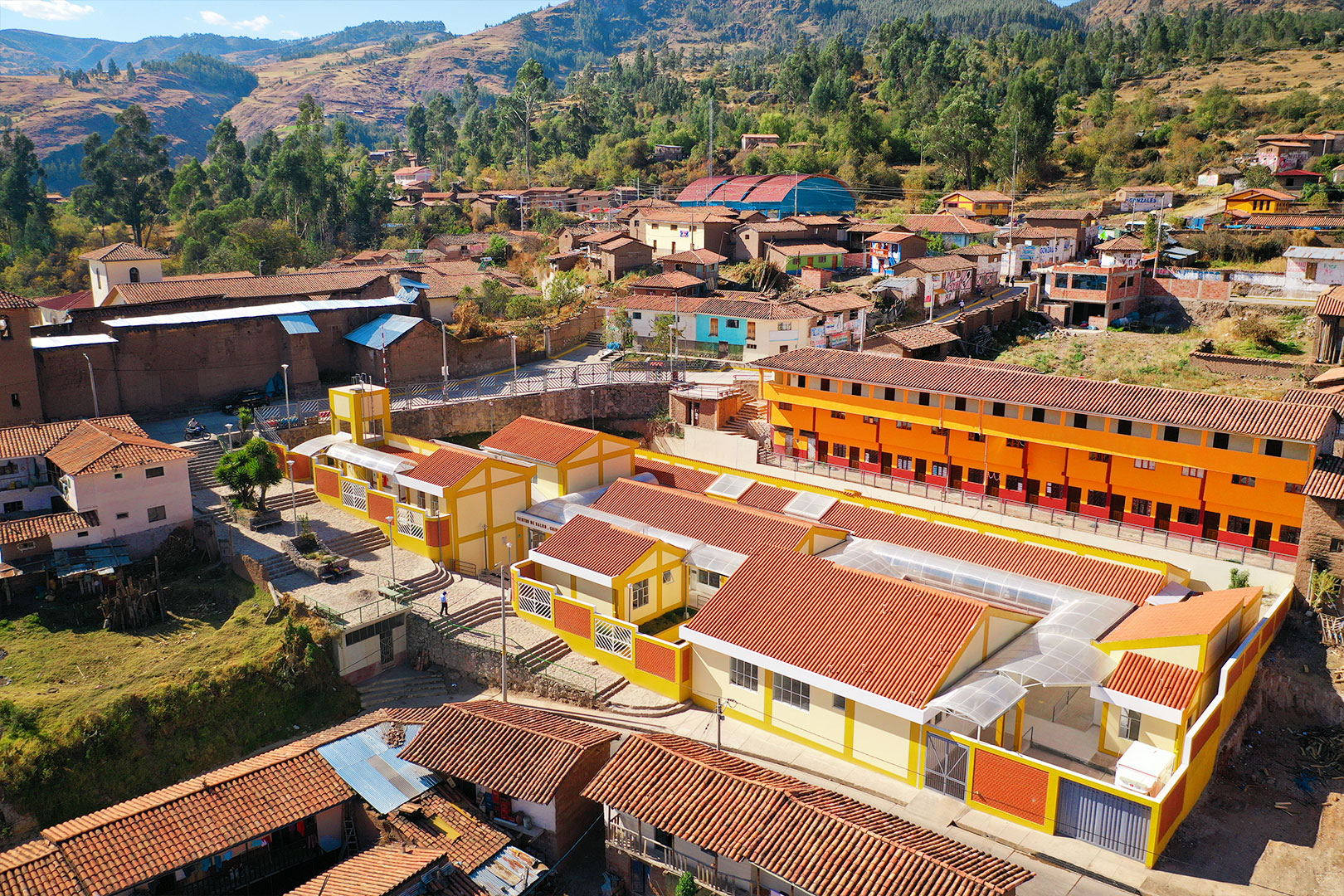
Hospital em Chinchaypujio

No país, os cidadãos possuem um sistema de saúde misto (público e privado). O Ministério da Saúde é responsável pela proteção da dignidade pessoal, promoção da saúde, prevenção de doenças e garantia de atenção integral a todos os habitantes, enquanto o Instituto Nacional de Saúde se encarrega da pesquisa, do desenvolvimento e da transferência de tecnologia. O percentual de gastos com saúde correspondente ao PIB foi de 5,2% em 2018. Segundo relatório da Organização Mundial da Saúde (OMS) em 2018, o sistema de saúde universal peruano cobre 78% da população com necessidades médicas.
De acordo com a Organização Pan-Americana da Saúde, em 2016 a expectativa de vida dos homens era de 72 anos, enquanto para as mulheres era de 77,3 anos. A taxa de mortalidade infantil é de 17,8 por 1 000 nascimentos, tendo diminuído 76% de 1990 a 2011. O Instituto Nacional de Estatística e Informação (INEI) também fez uma projeção para os próximos 35 anos e afirmou que a esperança de vida, em 2050, chegará a 79 anos, bem como que a mortalidade infantil será reduzida para 10 mortes por 1 000 nascimentos neste mesmo período. As principais causas de morte em peruanos são neoplasias, influenzas, pneumonia, doença bacterianas, doenças isquêmicas do coração e doenças cerebrovasculares. De acordo com os Censos Populacionais e Habitacionais de 2017, 75,5% da população possui algum tipo de seguro saúde e 24,5% da população não possui nenhum tipo de seguro.

### Transportes

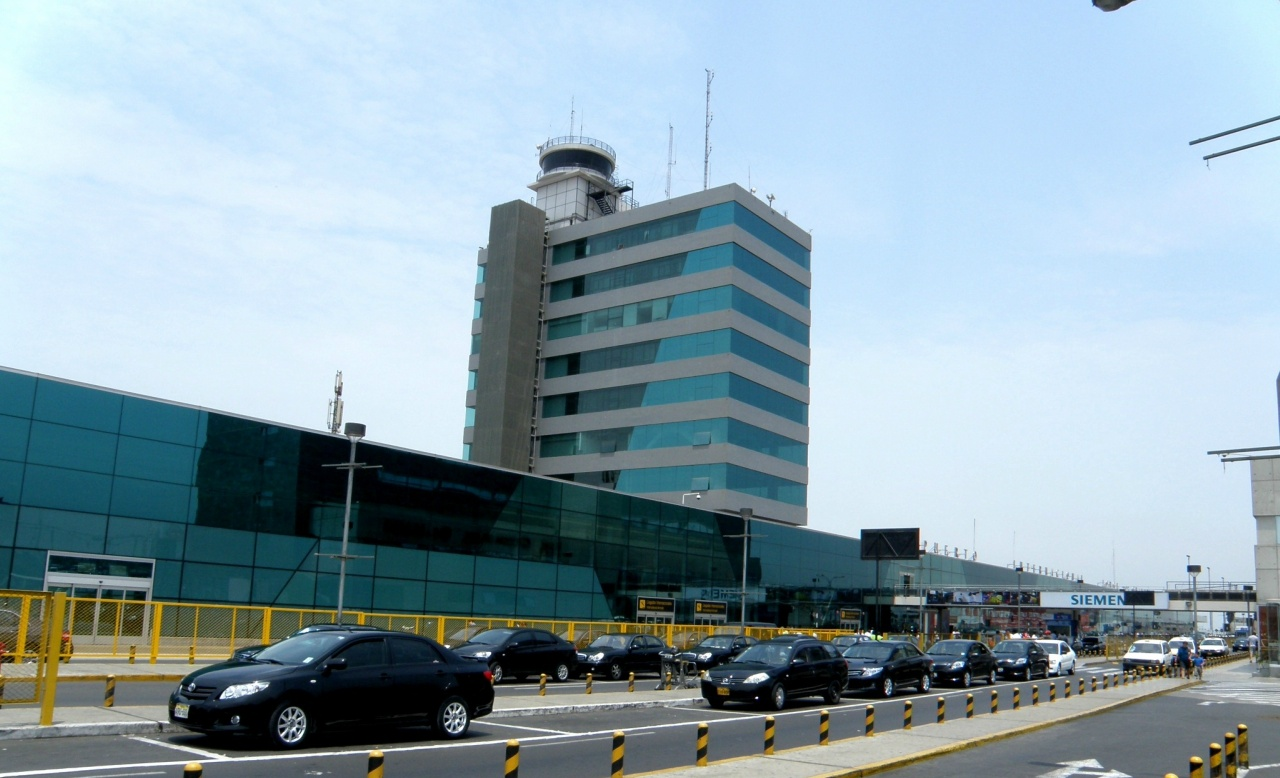
Aeroporto Internacional Jorge Chávez, em Callao

A rede de estradas do Peru, em 2021, era composta de 175 589 km de rodovias, com 29 579 km pavimentados. Algumas rodovias do país que se destacam são a Rodovia Pan-Americana e a Estrada do Pacífico. Em 2016 o país tinha 827 km de rodovias duplicadas, e vinha investindo em mais duplicações: o planejamento era ter 2634 km em 2026. Já a rede ferroviária do país é pequena: em 2018, o país só tinha 1 939 km de vías férreas.
O Peru tem aeroportos internacionais importantes como os de Lima, Cuzco e Arequipa. Os 10 aeroportos mais movimentados da América do Sul em 2017 foram: São Paulo-Guarulhos (Brasil), Bogotá (Colômbia), São Paulo-Congonhas (Brasil), Santiago (Chile), Lima (Peru), Brasília (Brasil), Rio de Janeiro. (Brasil), Buenos Aires-Aeroparque (Argentina), Buenos Aires-Ezeiza (Argentina) e Minas Gerais (Brasil).
O Peru tem portos importantes em Callao, Ilo e Matarani. Os 15 portos mais ativos da América do Sul em 2018 foram: Porto de Santos (Brasil), Porto da Bahía de Cartagena (Colômbia), Callao (Peru), Guayaquil (Equador), Buenos Aires (Argentina), San Antonio (Chile), Buenaventura (Colômbia), Itajaí (Brasil), Valparaíso (Chile), Montevidéu (Uruguai), Paranaguá (Brasil), Rio Grande (Brasil), São Francisco do Sul (Brasil), Manaus (Brasil) e Coronel (Chile).

## Cultura

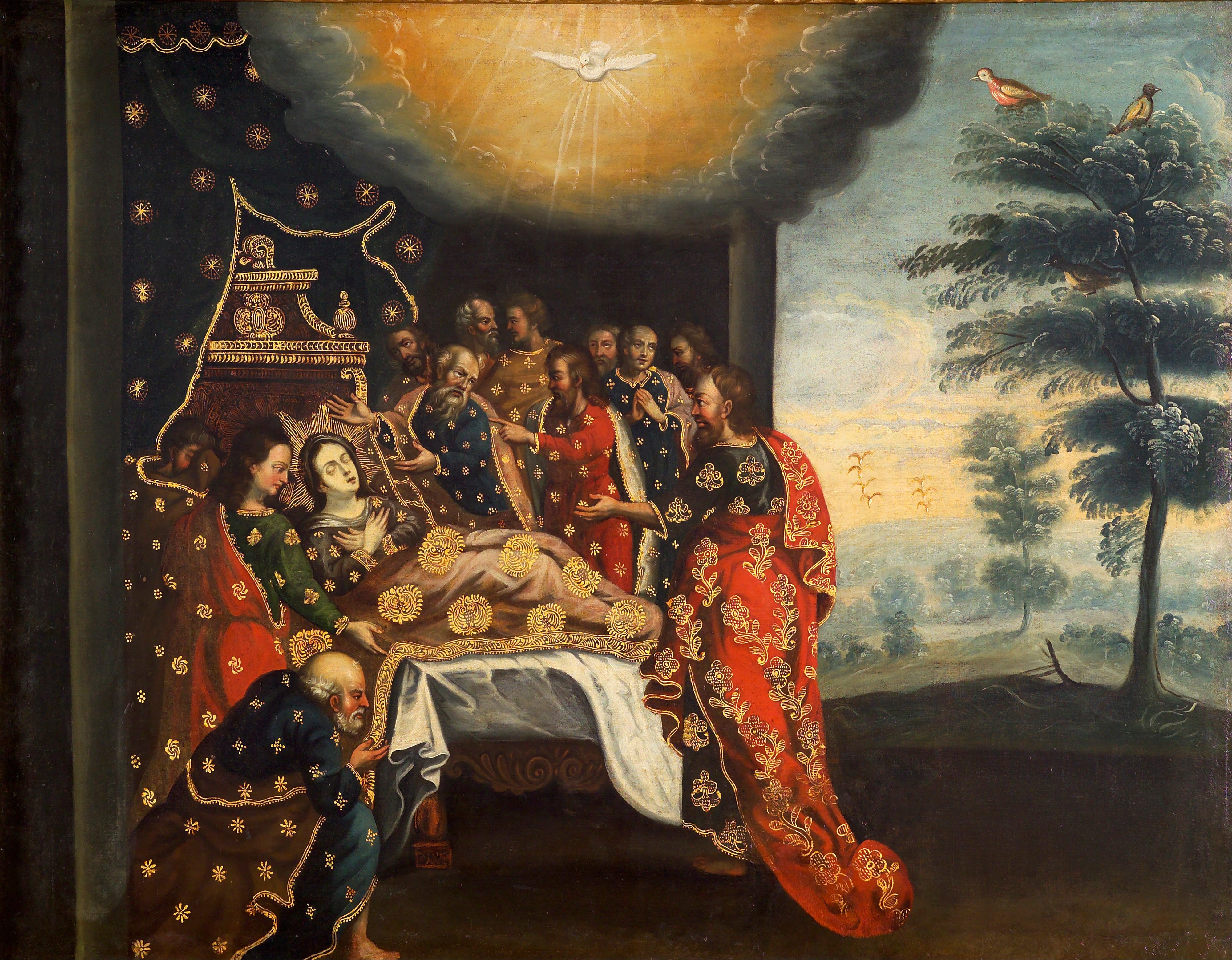
Pintura da Escola de Cuzco, um estilo artístico religioso espanhol

A cultura peruana está enraizada principalmente nas tradições indígenas e espanholas, apesar de também ter sido influenciada por diversos grupos étnicos africanos, asiáticos e europeus. As tradições artísticas peruanas remontam à cerâmica elaborada, produtos têxteis, jóias e esculturas de culturas pré-incas. Os incas mantiveram estes ofícios e fizeram realizações arquitetônicas, incluindo a construção da cidade de Machu Picchu. O estilo barroco dominou a arte colonial, embora modificado por tradições nativas. Durante este período, a arte estava focada em temas religiosos; as inúmeras igrejas da época e as pinturas da Escola de Cuzco são representativas desse período. As artes estagnaram após a independência, até o surgimento do Indigenismo, no início do século XX. Desde os anos 1950, a arte peruana tornou-se eclética e foi moldada por correntes artísticas estrangeiras e locais.
A culinária peruana combina as cozinhas indígena e espanhola, com fortes influências africanas, árabes, italianas, chinesas e japonesas. Entre os pratos comuns estão anticuchos, ceviches e pachamancas. O clima variado do país permite o crescimento de diversas plantas e animais, o que produz uma diversidade de ingredientes e técnicas culinárias que é elogiada em todo o mundo.

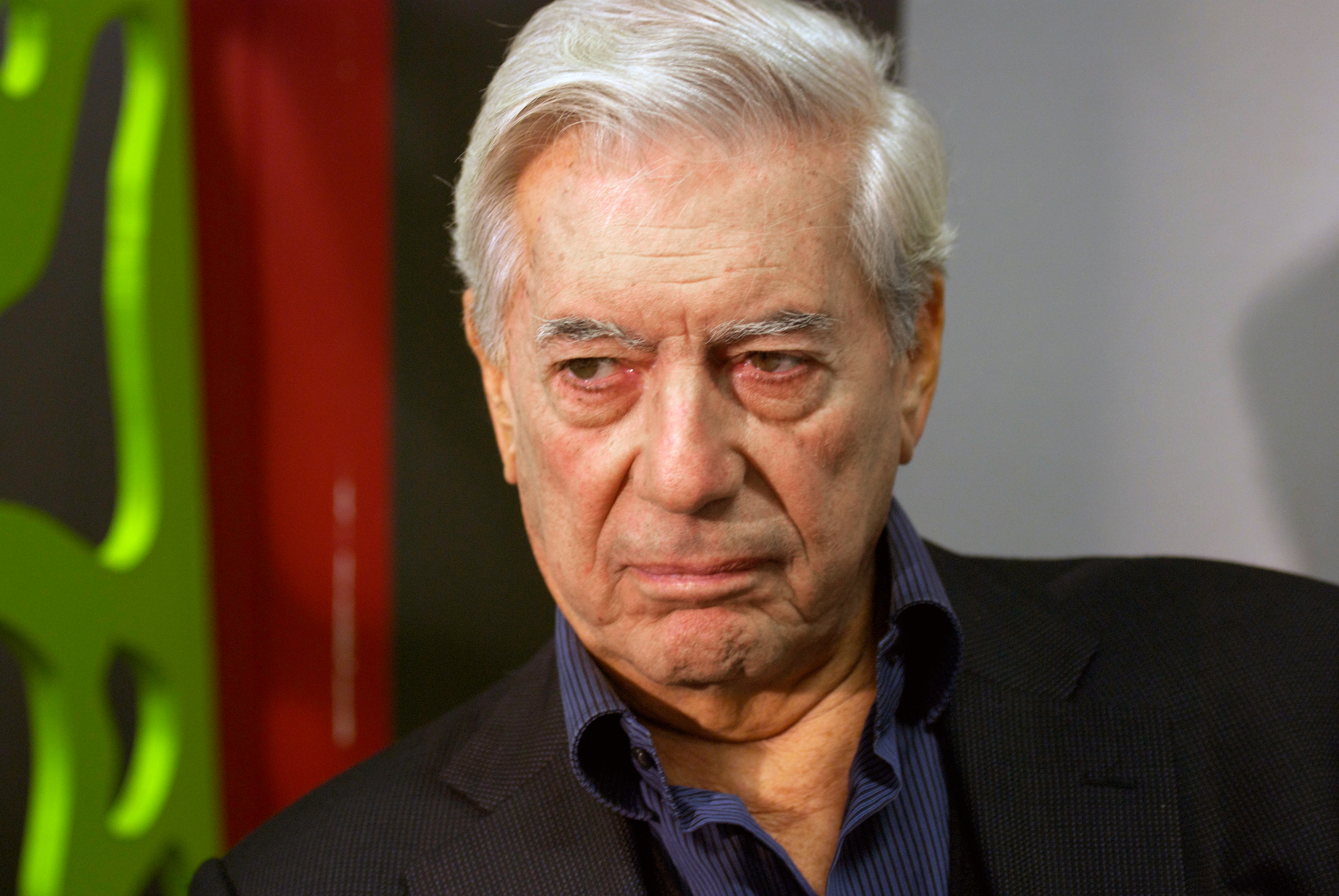
Mario Vargas Llosa, escritor peruano vencedor de Prêmio Nobel de Literatura

A literatura peruana está enraizada nas tradições orais das civilizações pré-colombianas. Os espanhóis introduziram a escrita no século XVI; a expressão literária colonial incluía crônicas e literatura religiosa. Após a independência, o costumbrismo e o romantismo se tornaram os gêneros literários mais comuns no país, como exemplificado nas obras do escritor Ricardo Palma. O movimento do indigenismo do início do século XX foi liderado por escritores como Ciro Alegría e José María Arguedas. César Vallejo escreveu versos modernistas e muitas vezes era politicamente engajado. A literatura peruana moderna é reconhecida graças a autores como Mario Vargas Llosa, ganhador do Prêmio Nobel de Literatura e um dos principais membros do chamado "boom latino-americano".
A música peruana tem raízes andinas, espanholas e africanas. Em tempos pré-hispânicos, expressões musicais variaram muito em cada região; a quena e a tinya são dois instrumentos comuns. Os espanhóis introduziram novos instrumentos, como a guitarra e a harpa, o que levou ao desenvolvimento de instrumentos mestiços, como o charango. Entre as contribuições africanas para a música peruana estão ritmos e o cajón, um instrumento de percussão. Danças folclóricas peruanas incluem marinera, tondero, zamacueca e huaino.

### Arquitetura

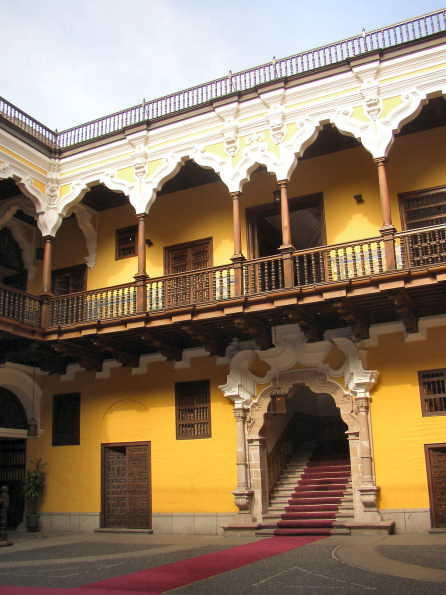
Palácio de Torre Tagle em Lima

A arquitetura peruana é bem diversificada, e sua ampla história compreende desde o Antigo Peru, passando pelo Império Inca e Vice-reinado até os dias atuais. A arquitetura colonial peruana, desenvolvida no vice-reinado entre os séculos XVI e XIX, foi caracterizada por meio da importação e adaptação de estilos arquitetônicos europeus à realidade peruana, como um resultado da arquitetura original. A utilização de sistemas de construção, como a quincha, além de ornamentações de iconografia andina propiciaram à arquitetura colonial uma identidade peruana própria. Dois dos exemplos mais conhecidos do Renascimento são a Catedral de Cuzco e a Igreja de Santa Clara, também em Cusco. Após este período, a mistura cultural alcançou sua expressão mais rica no estilo barroco.
O barroco, marcado como o período onde a arquitetura do país teve uma maior visibilidade, inspirou diversas construções em todo o país. A Basílica Menor e Convento de São Francisco o Grande, a Catedral de Cajamarca e a fachada da Universidade Nacional de San Antonio Abad de Cusco e, em geral, as igrejas de San Agustin, Santo Domingo e San Francisco, em Arequipa, são as principais representantes deste período. As guerras de independência formaram a maior contribuição para a interrupção do barroco como estilo arquitetônico, com o neoclassicismo de inspiração francesa preenchendo esta lacuna. O século XX foi caracterizado pelo ecletismo, em oposição ao funcionalismo construtivo. O exemplo mais significativo é o Plaza San Martin, em Lima.

### Esportes

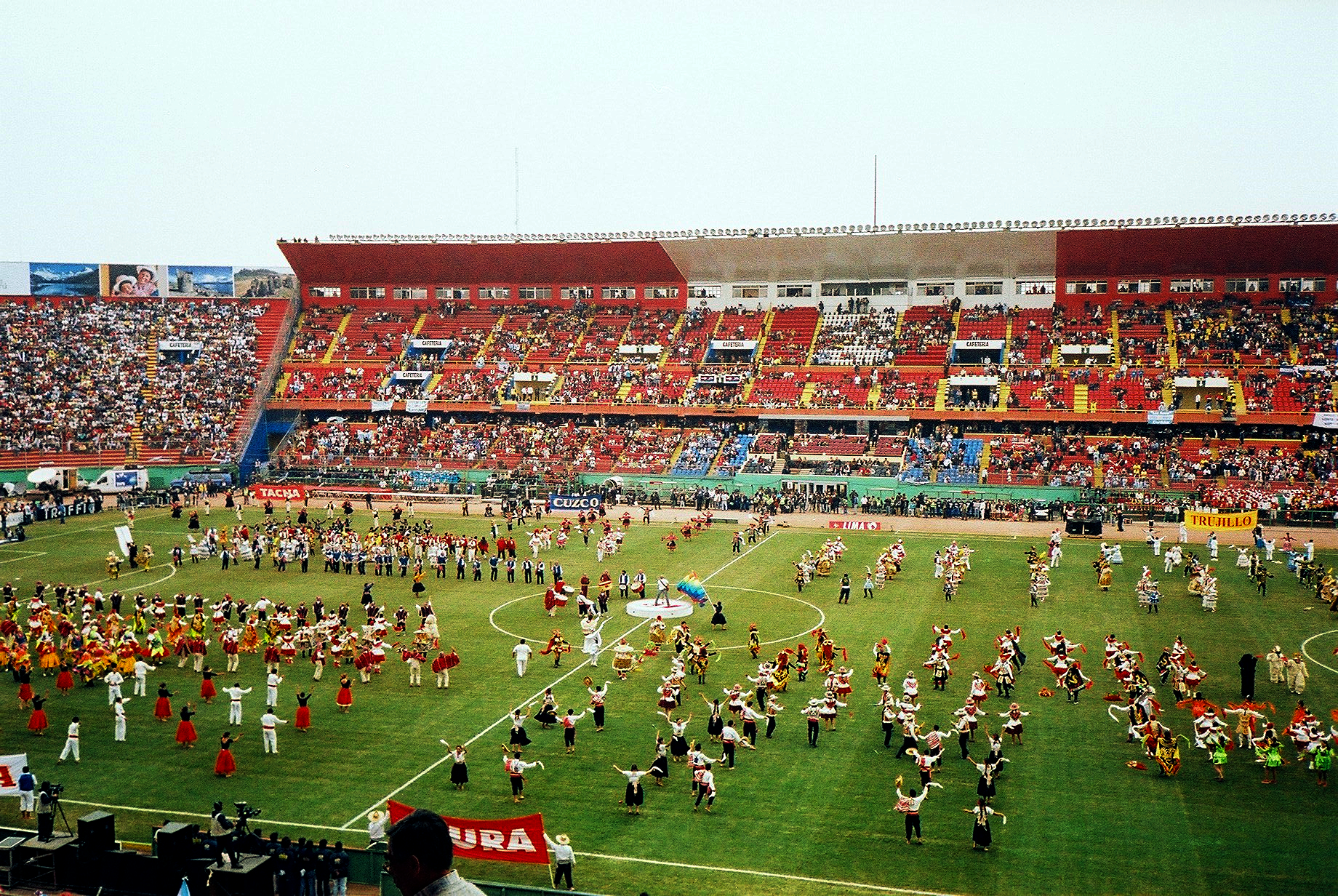
Danças no Estádio Nacional do Peru anterior da final da Copa América de 2004

O esporte mais popular no Peru é o futebol. A seleção peruana se classificou para cinco Copas do Mundo FIFA (1930, 1970, 1978, 1982 e 2018) tendo como melhor colocação o sétimo lugar em 1970. A seleção peruana ganhou duas Copa América em 1939 e 1975. Os principais clubes de futebol são o Universitario de Deportes, Alianza Lima, Sporting Cristal da capital Lima e Cienciano de Cuzco, mesmo não tendo um título nacional, o Cienciano ganhou o status de grande porque ganhou a Copa Sul-Americana de 2003. O Universitario de Deportes é o clube de futebol do país mais bem sucedido sendo o maior campeão nacional, em 1972 o Universitario de Deportes chegou a final da Libertadores contra o Independiente onde foi vice, essa marca só foi alcançada de novo por um time peruano na Libertadores de 1997, onde o Sporting Cristal chegou a decisão contra o Cruzeiro Esporte Clube, sendo vice. O voleibol é o segundo esporte mais popular do país. Praticado principalmente pelas mulheres; nos Jogos Olímpicos de 1988 a seleção feminina de voleibol ganhou a medalha de prata. Outras medalhas olímpicas peruanas são 1 ouro e mais 2 pratas, sendo a primeira de todas conquistada ainda nos Jogos de Londres 1948. O país sediou em 2019, pela primeira vez, uma edição dos Jogos Panamericanos. Outro resultado expressivo é o vice-campeonato conquistado no Mundial de Voleibol Feminino de 1982, realizado no país. No tênis, seu melhor jogador foi Luis Horna, nº 33 do mundo em simples e nº 15 em duplas

### Feriados
| Data                | Nome em português          | Nome local                      | Observações       |
| ------------------- | -------------------------- | ------------------------------- | ----------------- |
| 1 de janeiro        | Ano Novo                   | Año Nuevo                       |                   |
| Março/abril         | Semana Santa               | Semana Santa                    |                   |
| 1 de maio           | Dia do Trabalho            | Día del Trabajo                 |                   |
| 2° Domingo de maio  | Dia das Mães               | Día de la Madre                 |                   |
| 7 de junho          | Dia da Bandeira            | Día de la Bandera               |                   |
| 3° Domingo de junho | Dia dos Pais               | Día del Padre                   |                   |
| 29 de junho         | São Pedro e São Paulo      | San Pedro y San Pablo           |                   |
| 28 e 29 de julho    | Festas Pátrias             | Fiestas Patrias                 |                   |
| 30 de agosto        | Santa Rosa de Lima         | Santa Rosa de Lima              | Padroeira do Peru |
| 8 de outubro        | Combate Naval de Angamos   | Combate Naval de Angamos        |                   |
| 1 de novembro       | Dia de todos os santos     | Día de todos los santos         |                   |
| 2 de novembro       | Dia dos Fiéis Defuntos     | Día de los Fieles Difuntos      | Finados           |
| 8 de dezembro       | Dia da Imaculada Conceição | Día de la Inmaculada Concepción |                   |
| 25 de dezembro      | Natal                      | Navidad                         |                   |